# 结构力学中的能量原理
结构力学中的能量原理是以内外力所作的功或能量的形式表达的各种关系式，包括应力、应变、位移、材料性质、外部载荷等不同量之间的关系。由于能量是标量，因而这些关系式为建立固体力学中变形体的控制方程提供了十分简便的方法。通过能量原理还能获得相对复杂系统的近似解，从而避免了去解复杂的偏微分方程形式的控制方程。

## 一般原理
- 虚功原理
  - 虚位移原理
  - 虚力原理
    - 单位力法
- 修正变分原理

## 弹性系统
- 最小势能原理
- 最小余能原理
- 卡氏第一定理

## 线弹性系统
- 卡氏第二定理
- 贝蒂互易定理（Betti's theorem）
- 米勒－布雷斯劳原理（Müller-Breslau's principle）